# Університет (станція метро, Київ)
50°26′39″ пн. ш. 30°30′21″ сх. д. / 50.44417° пн. ш. 30.50583° сх. д.
«Університе́т» — станція Київського метрополітену на Святошинсько-Броварській лінії. Розташована між станціями «Вокзальна» і «Театральна». Відкрита 6 листопада 1960 року у складі першої черги будівництва.
Свою назву станція отримала внаслідок розташування поблизу від головного («червоного») корпусу Національного університету ім. Т. Г. Шевченка. Поруч зі станцією також розташовані Ботанічний сад ім. О. В. Фоміна, Володимирський собор, Національний педагогічний університет імені Михайла Драгоманова.
З 1986 року станція має статус «пам'ятка архітектури місцевого значення», охоронний номер 171.

## Опис
Конструкція станції — пілонна трисклепінна з острівною платформою.
Колійний розвиток — станція без колійного розвитку.

Класичний зразок станцій метро 1950-х років, глибокого закладення. Має три підземних зали — середній і два зали з посадковими платформами. Зали станції з'єднані між собою рядами проходів-порталів, які чергуються з пілонами. Середній зал сполучений з наземним вестибюлем двома ескалаторними тунелями, між якими розміщений проміжний вестибюль. В кожному ескалаторному тунелі встановлено по тристрічковому ескалатору.
Наземний вестибюль являє собою будинок квадратної форми в плані, перекритий куполом зі збірного залізобетону. Знаходиться на бульварі Тараса Шевченка. До нього з обох сторін примикають короткі колонади, що утворюють вхід до ботанічного саду. Над кожною з вхідних/вихідних дверей вестибюля розміщені алюмінієві вензелі з літерами М — єдині у київському метрополітені.

## Архітектура та оформлення
Оформлення станції є синтезом архітектури та декоративного мистецтва. У центральному залі в кожному пілоні бюсти видатних учених та письменників. У торці до 1992 року розташовувалася скульптура Володимира Леніна (скульптор Михайло Декерменджі, демонтована, не збереглася). Облицювання пілонів коричнево-рожевим мармуром із білим декоративним орнаментом з гіпсу, карнизи з литого скла та освітлення за ними, складний візерунок на підлозі роблять цю станцію надзвичайно привабливою. Колійні стіни спочатку були викладені кахельною плиткою, заміненої при ремонті в 1996 році на нову.
Мармур, яким облицьована станція, багатий скам'янілими залишками доісторичних істот. Наприклад, на пілоні під бюстом Максима Горького, а також в облицюванні стін бокового залу по першій колії можна знайти великі зрізи мушель амонітидів, а біля однієї з дверей по першій колії — слюдяні відбитки неопіліна.
На станції розташовано 8 бюстів видатних осіб України та Росії, а саме: Івана Франка, Олександра Пушкіна, Тараса Шевченка, Олександра Богомольця, Дмитра Менделєєва, Михайла Ломоносова, Григорія Сковороди та Максима Горького.
У листопаді 2022-го року бюсти російських діячів (4 із 8) були закриті дерев'яними щитами.

## Пасажиропотік
| Рік                           | 2009 | 2011 | 2012 | 2013 | 2014 | 2015 | 2016 | 2017 | 2018 | 2023 |
| ----------------------------- | ---- | ---- | ---- | ---- | ---- | ---- | ---- | ---- | ---- | ---- |
| Пасажиропотік, тис. осіб/добу | 24,0 | 23,9 | 23,7 | 23,8 | 22,3 | 20,8 | 23,2 | 21,1 | 20,0 | 12,1 |

## Режим роботи
Відправлення першого поїзда в напрямку:
- ст. «Лісова» — 05:55
- ст. «Академмістечко» — 05:55

Відправлення останнього поїзда в напрямку:
- ст. «Лісова» — 00:24
- ст. «Академмістечко» — 00:24

Розклад відправлення поїздів у вечірній час (після 22:00) в напрямку:
- ст. «Лісова» — 22:51, 23:03, 23:15, 23:26, 23:38, 23:49, 0:01, 0:12, 0:24
- ст. «Академмістечко» — 22:31, 22:43, 22:55, 23:05, 23:16, 23:26, 23:36, 23:46, 23:58, 0:11, 0:24

## Зображення

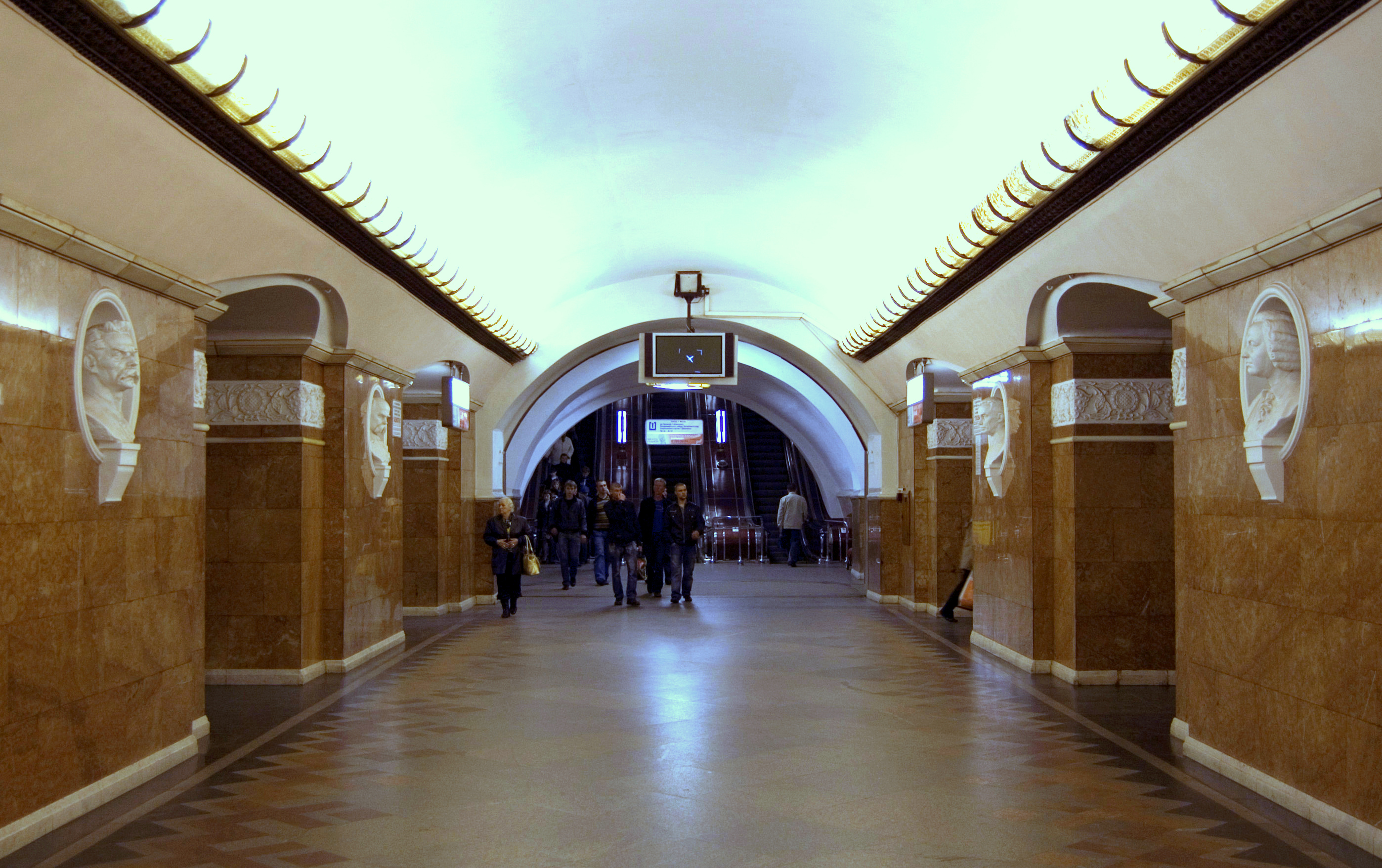
Центральний зал, вигляд у бік ескалаторів ‎
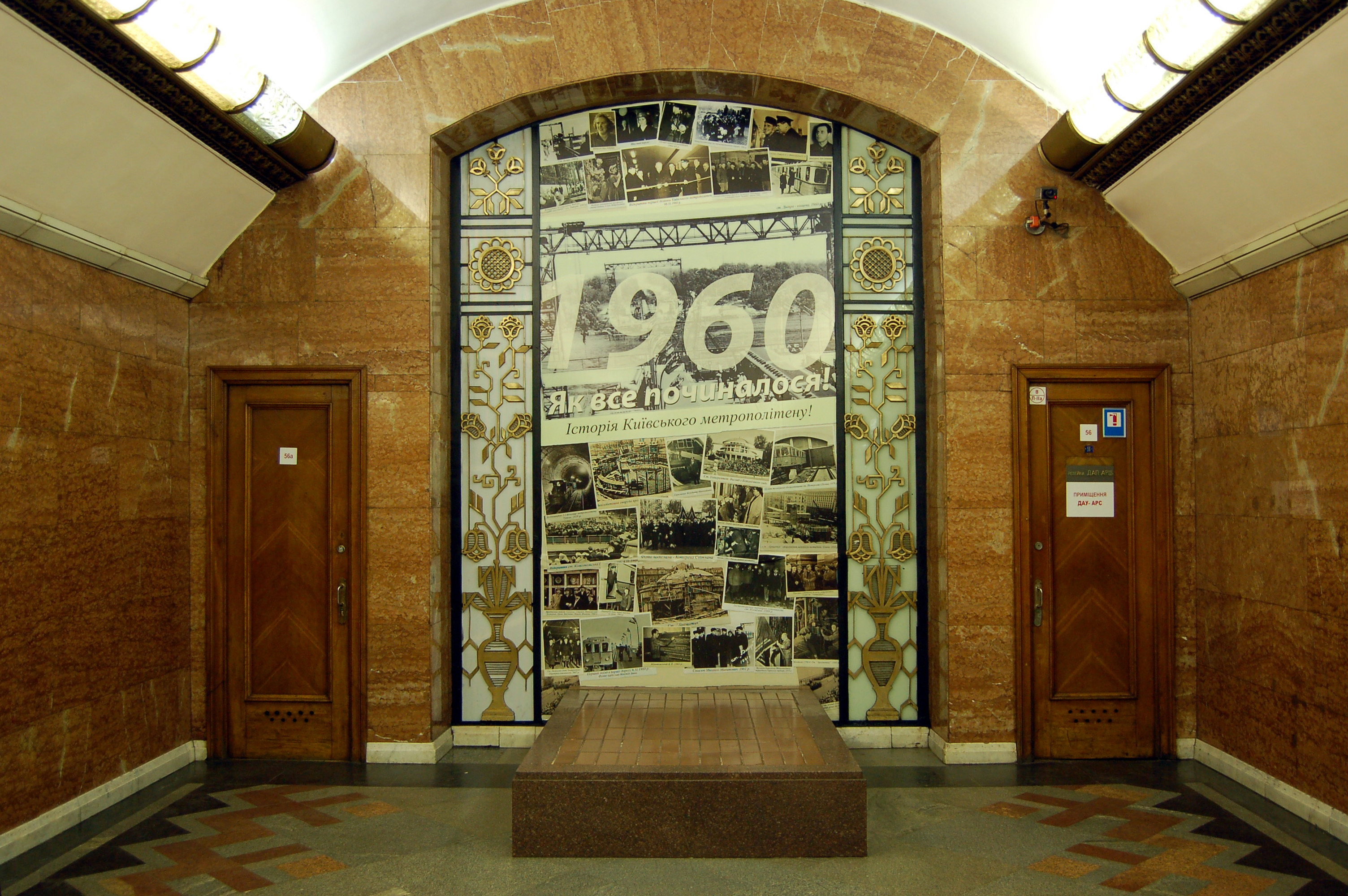
Фотоколаж у торці залу, присвячений 60-річчю метро
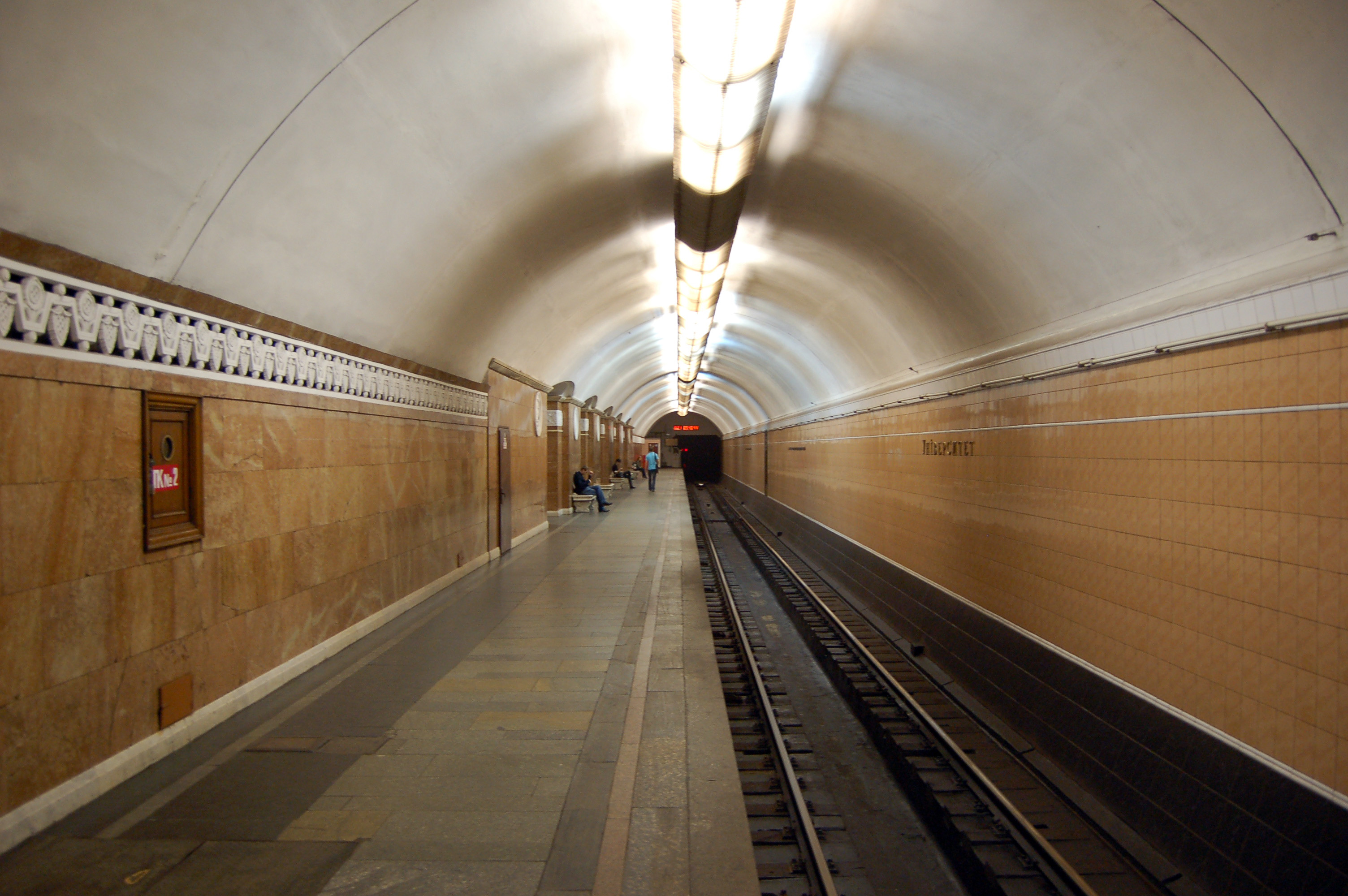
Посадкова платформа
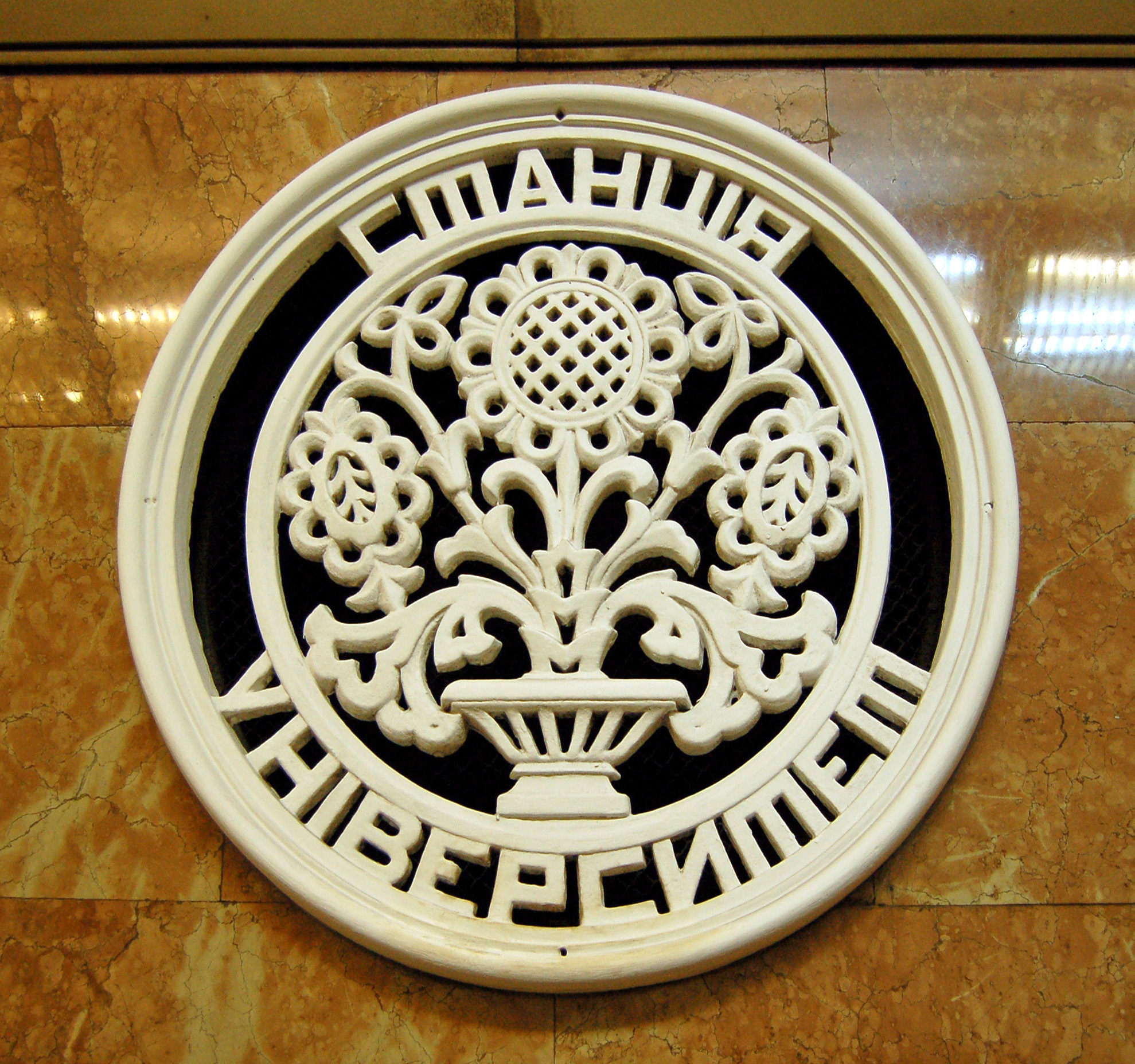
Вентиляційні решітки на пілонах‎
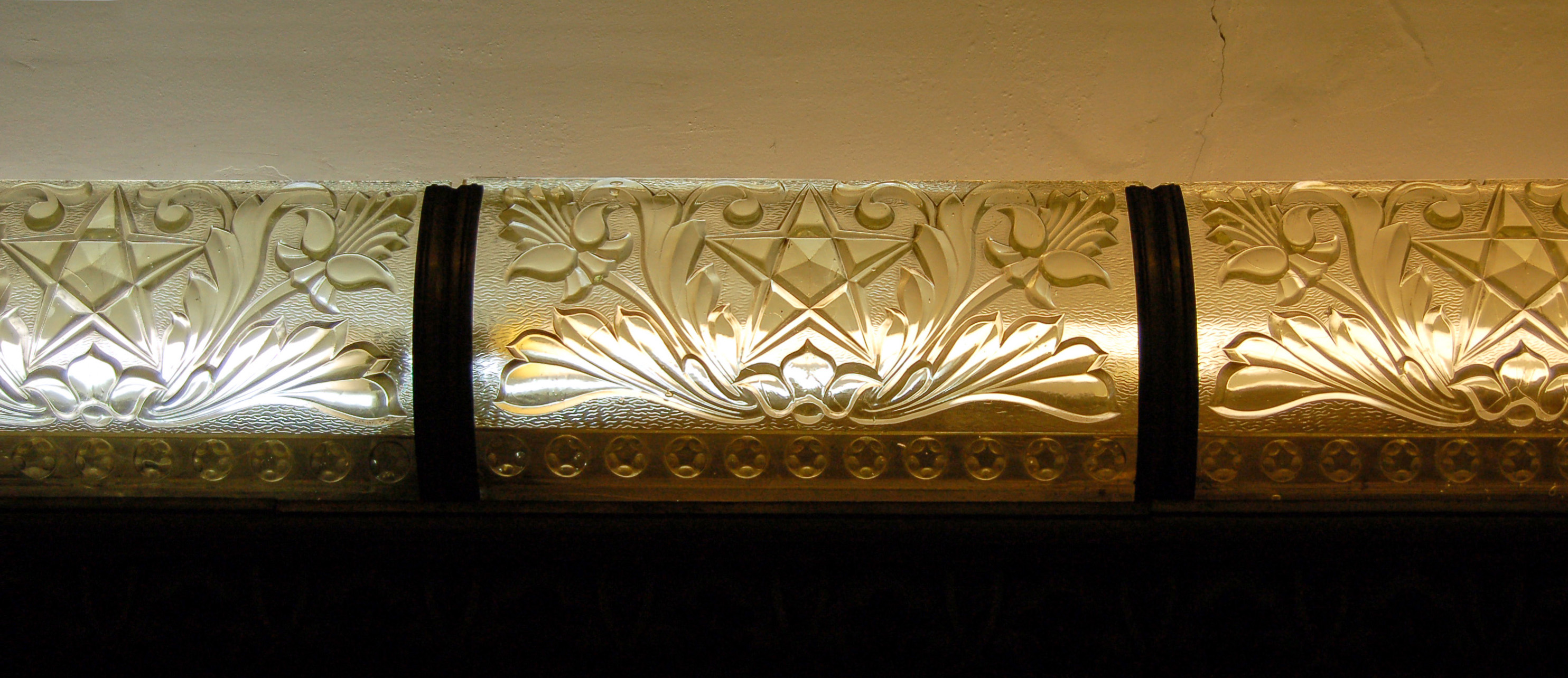
Скляний карниз-світильник
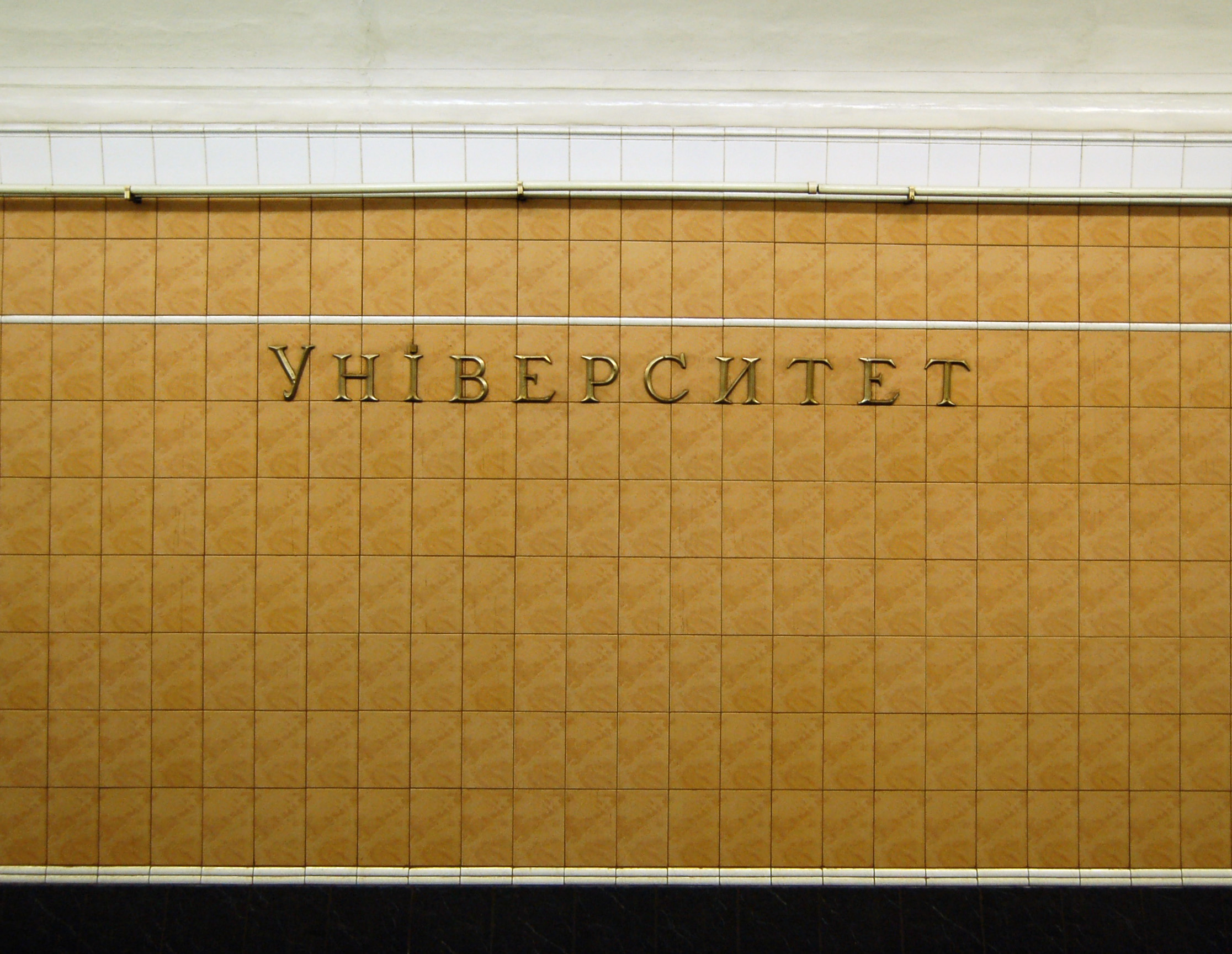
Назва станції на колійній стіні
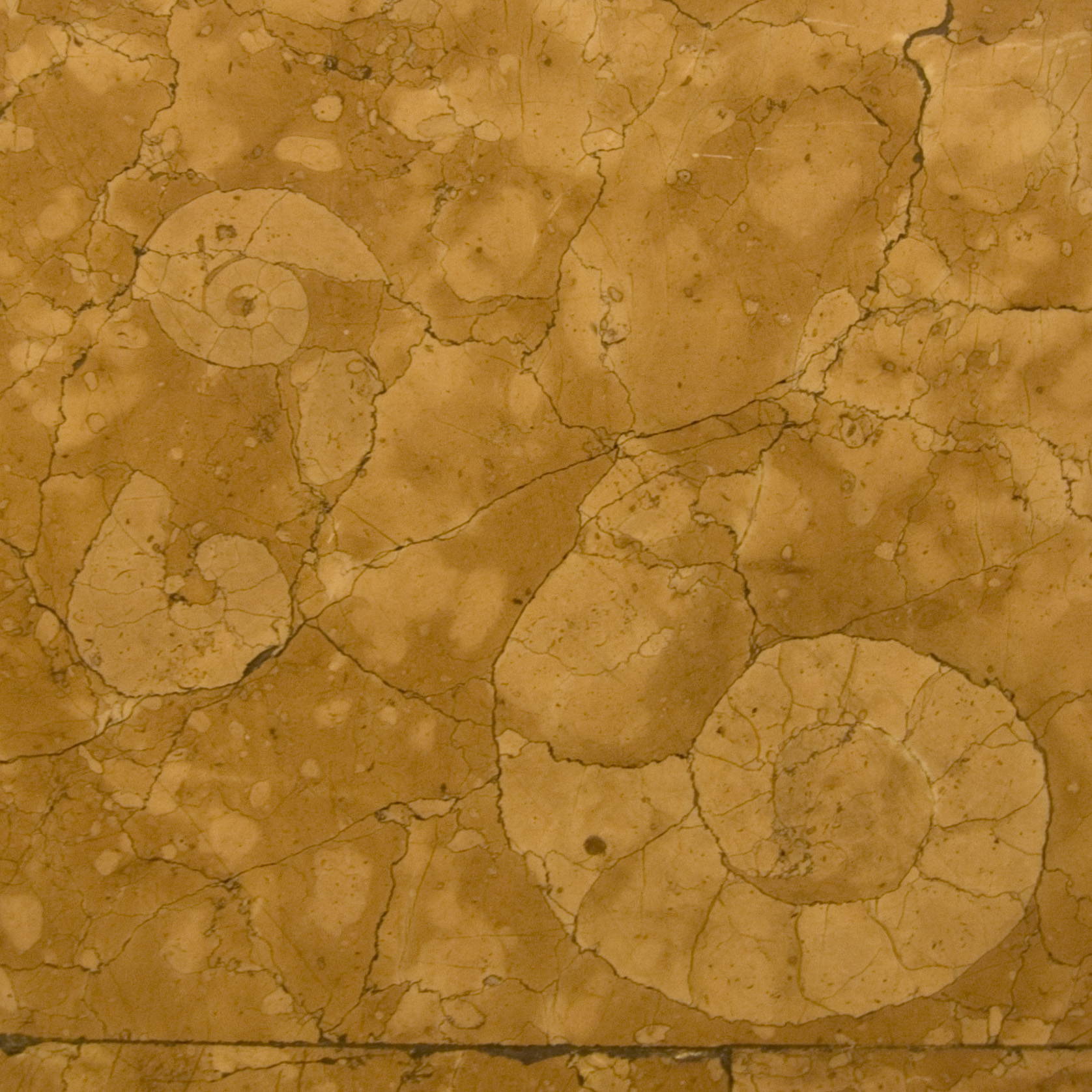
Відбитки доісторичних мушель амонітів у мармурі
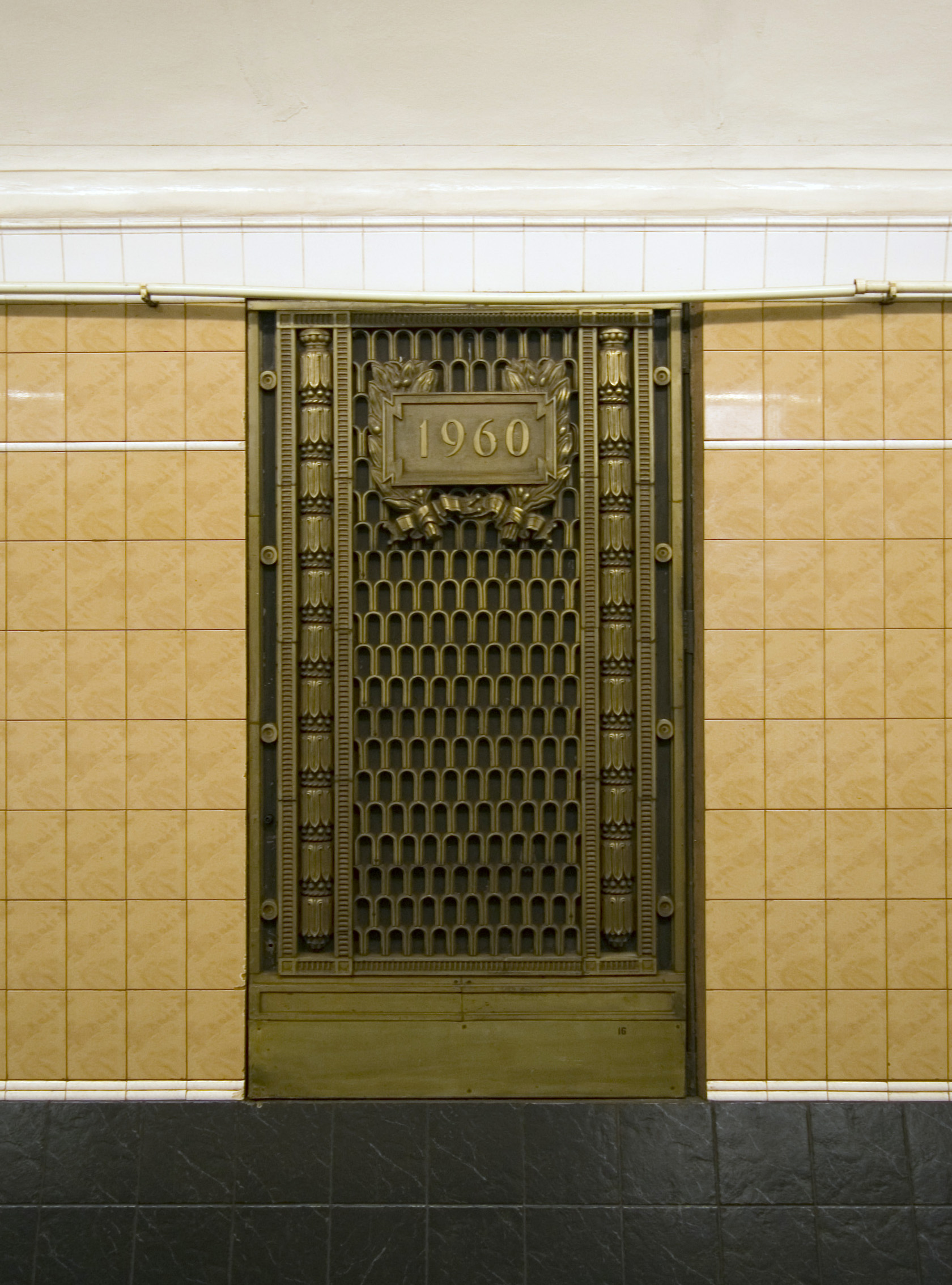
Дверцята на колійній стіні
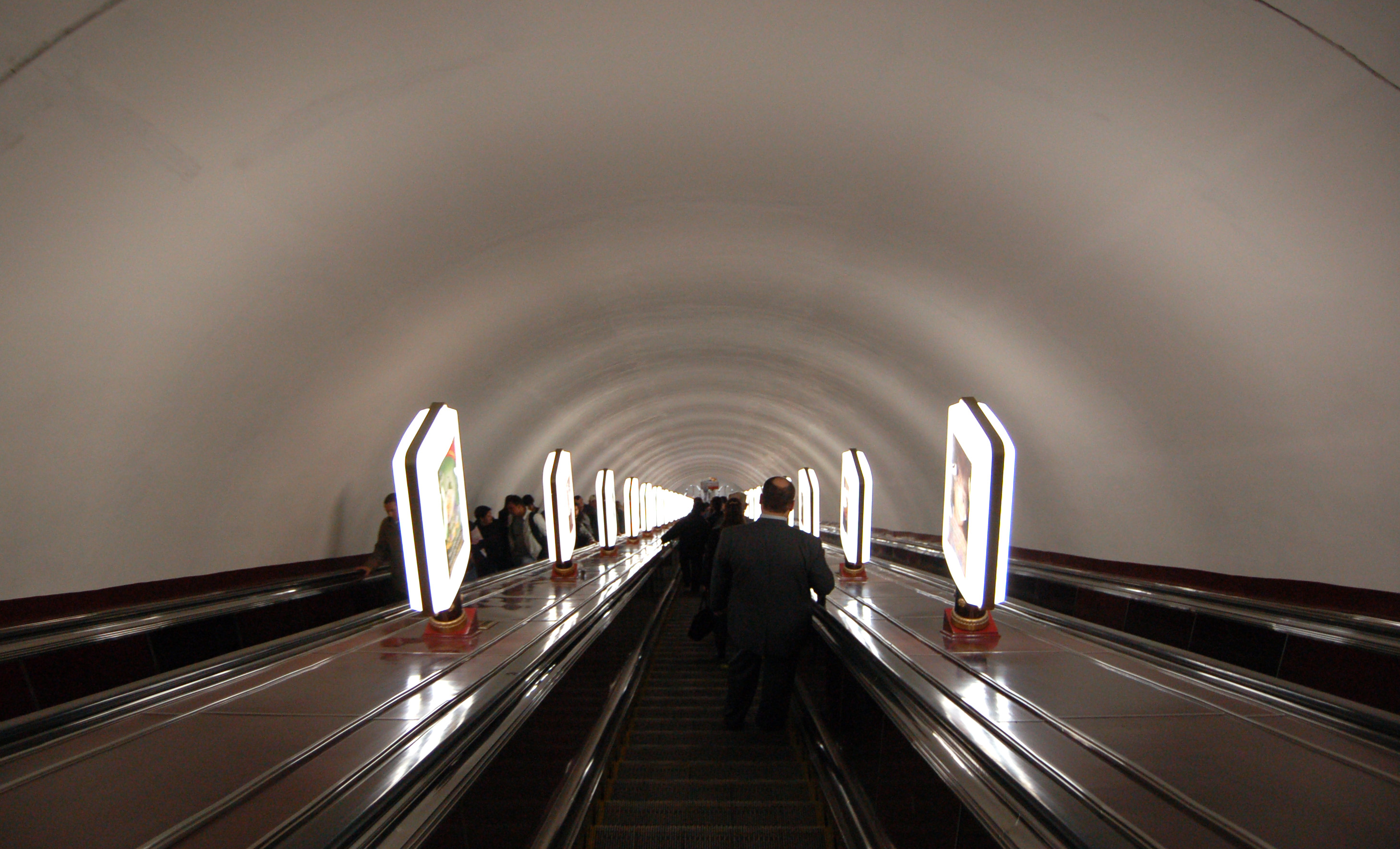
Нижній ескалаторний нахил
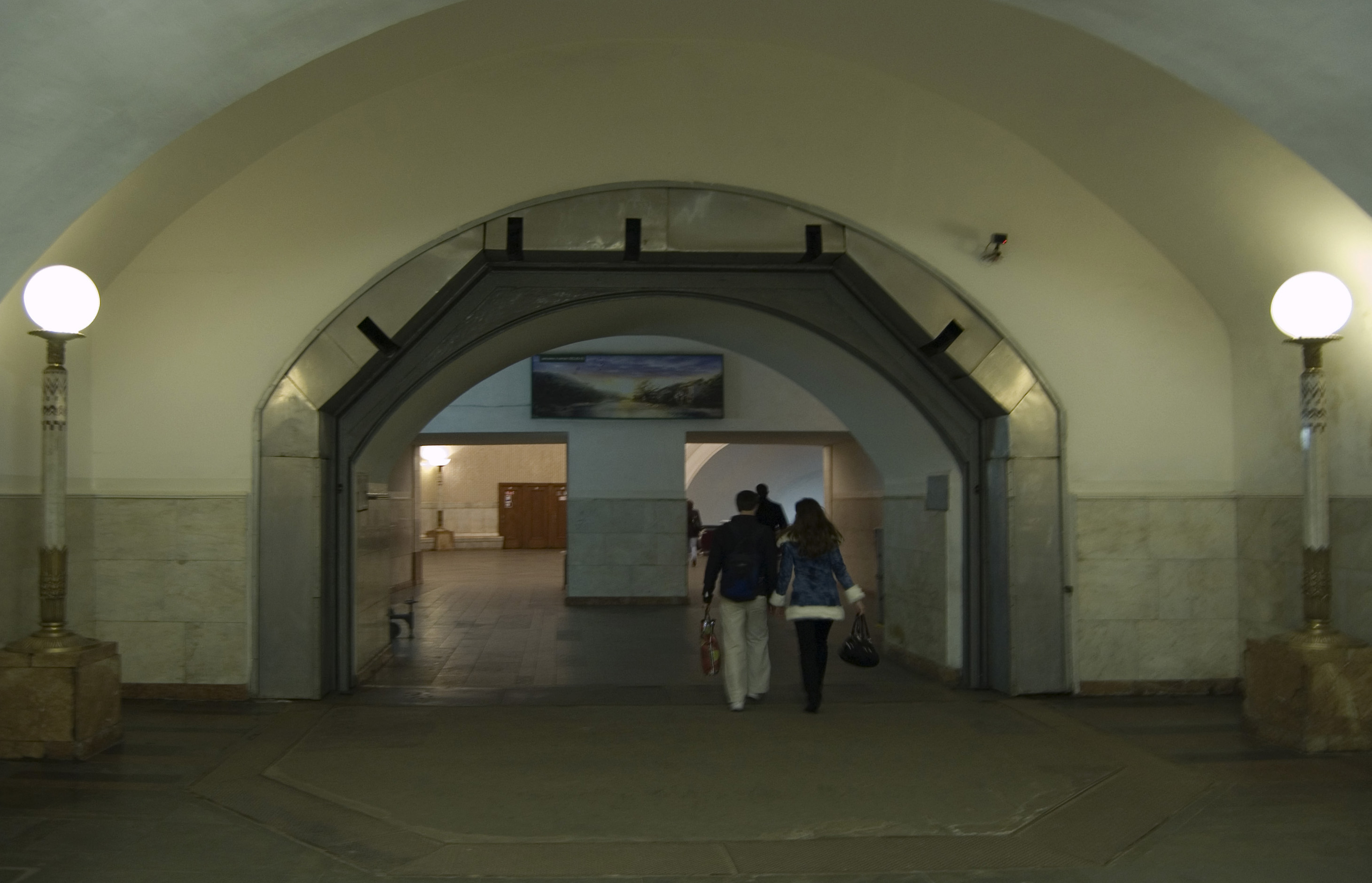
Прохід від верхнього ескалатора до проміжного вестибюля
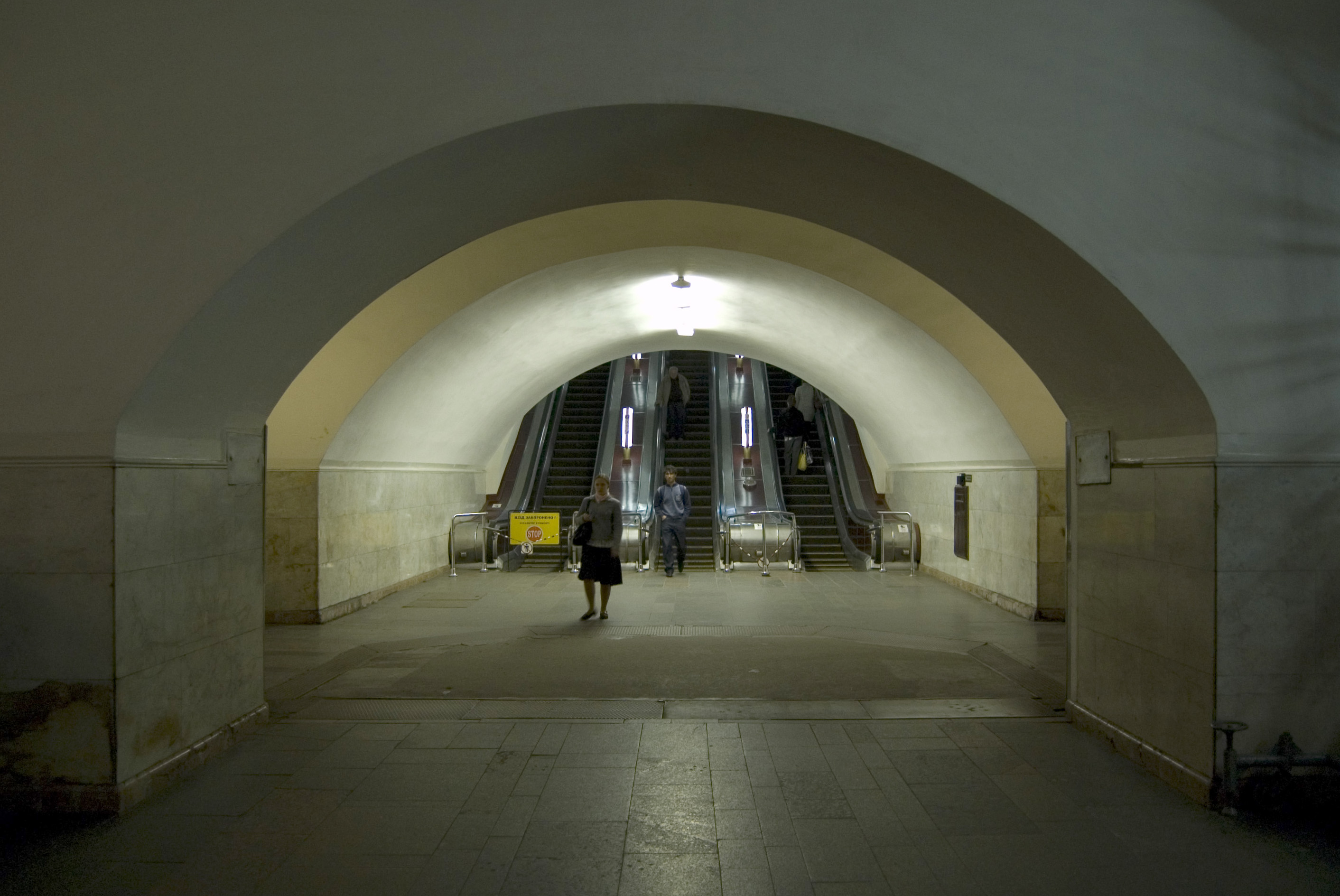
Прохід від проміжного вестибюля до верхнього ескалатора
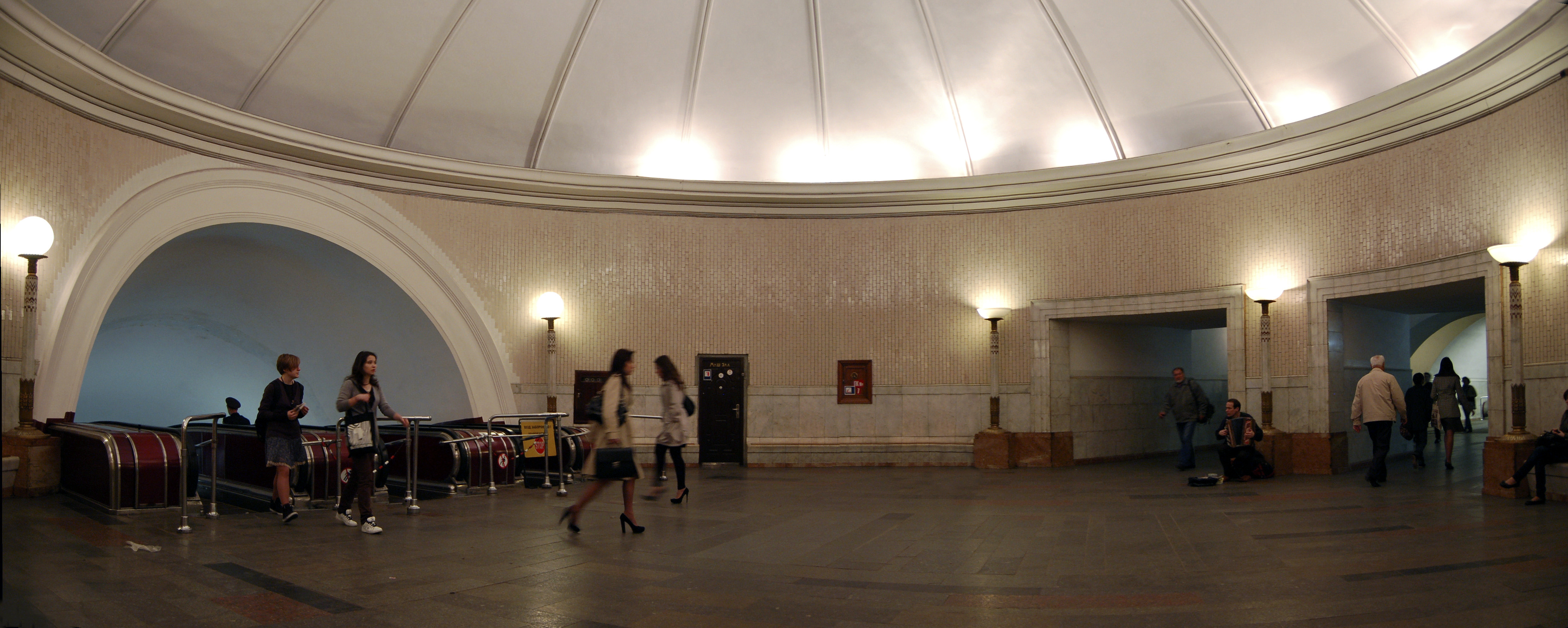
Панорама проміжного вестибюля ескалаторного нахилу
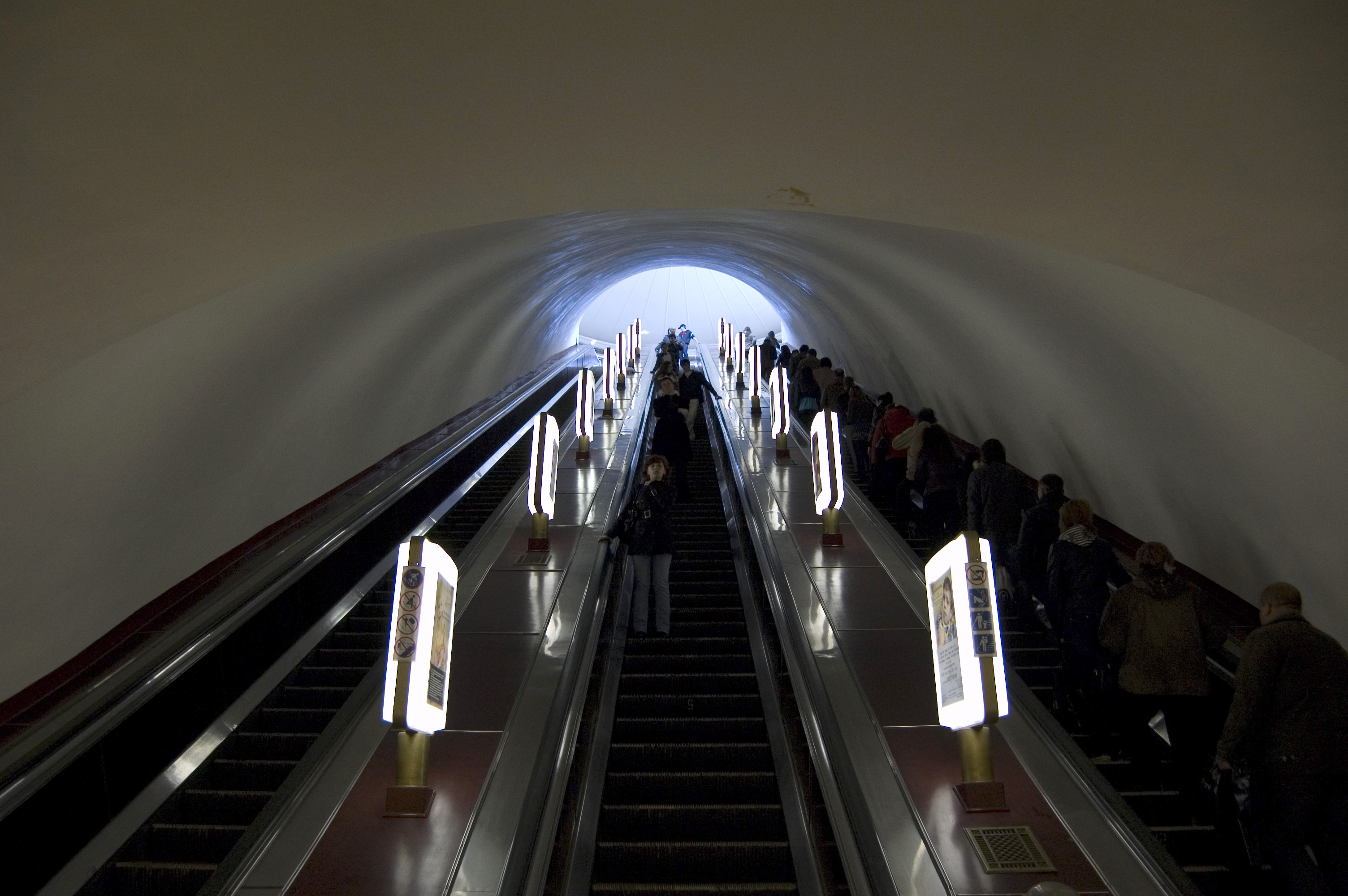
Верхній ескалаторний нахил
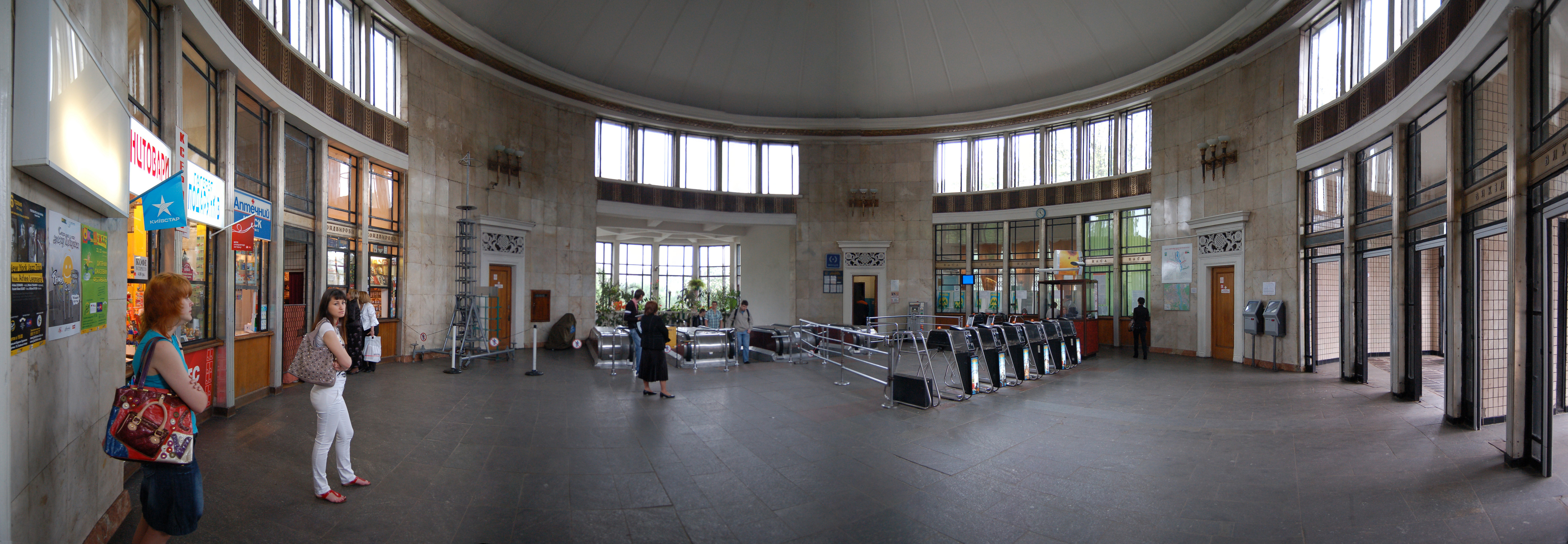
Інтер'єр наземного вестибюля
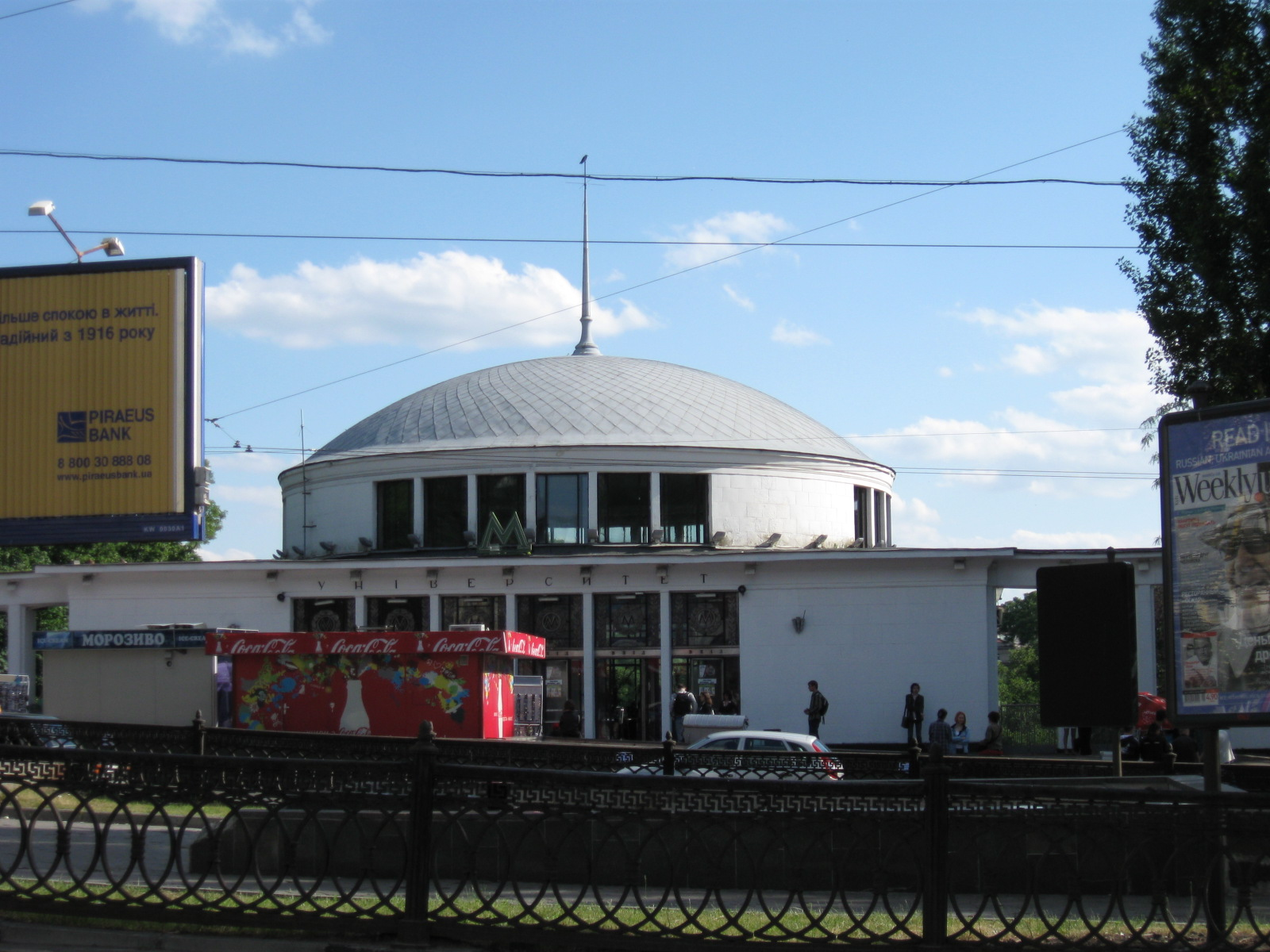
Павільйон станції, вид ззовні з боку бульвару Шевченка
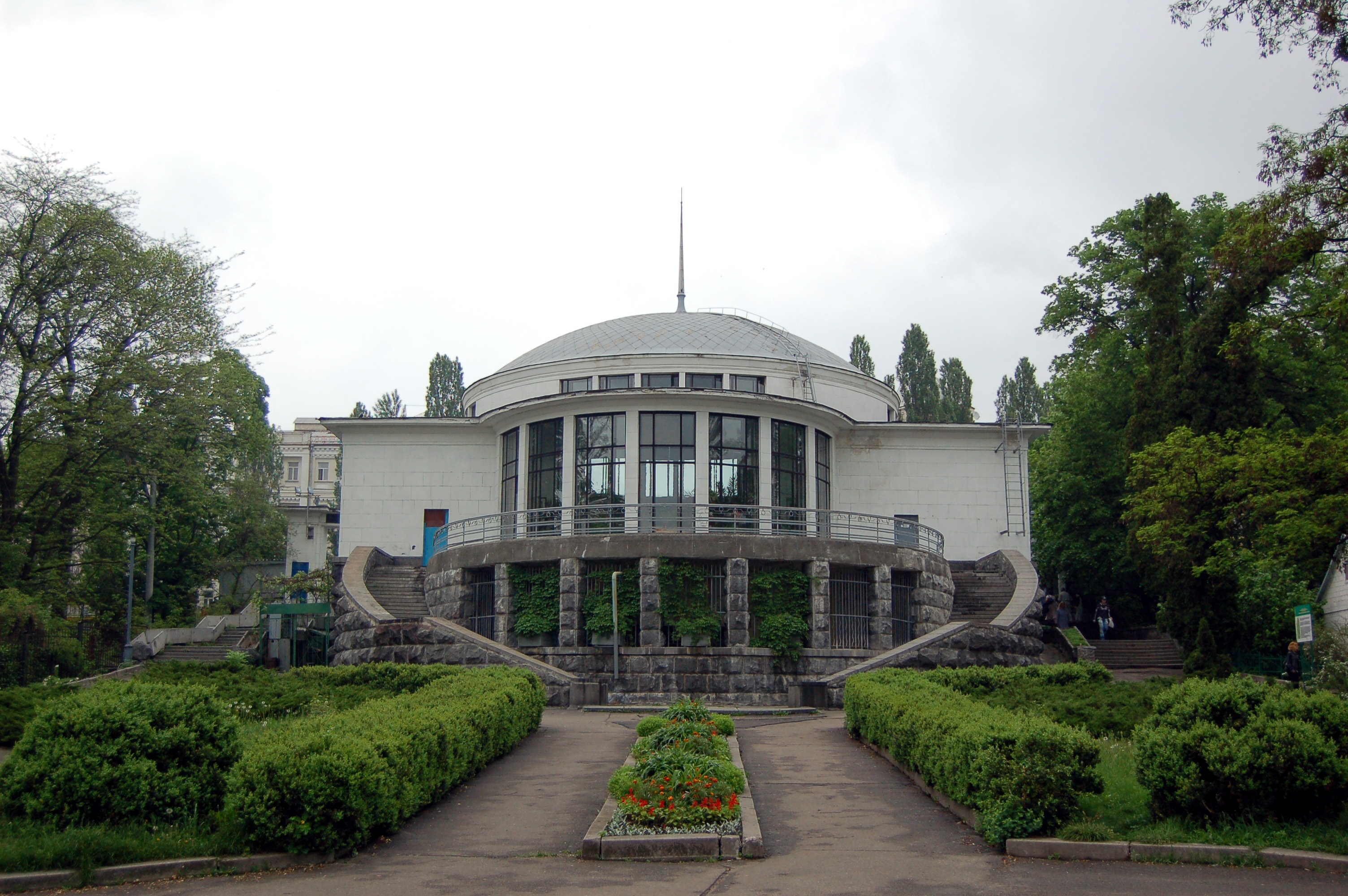
Наземний вестибюль, вигляд з боку Ботанічного саду
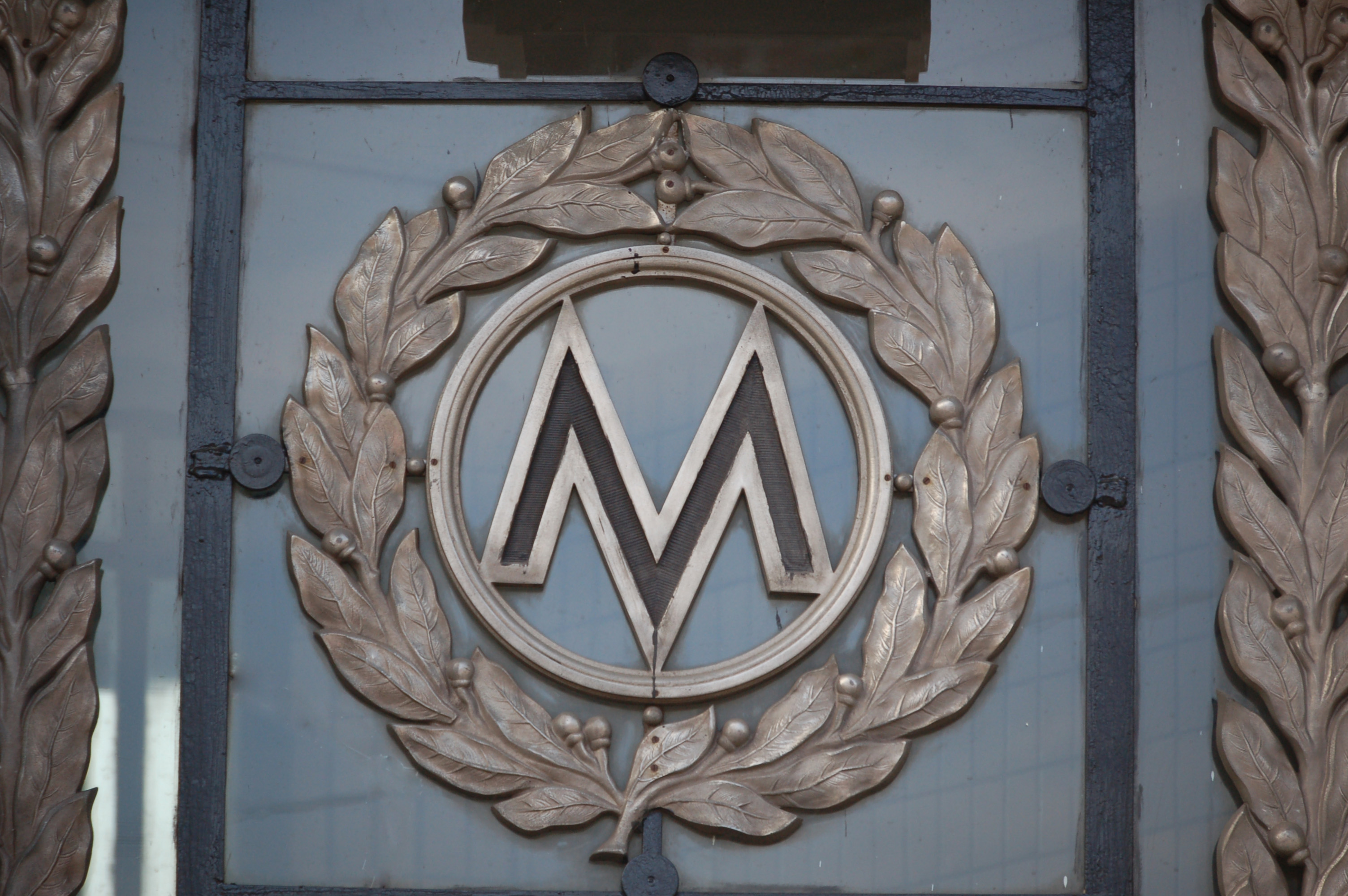
Вензелі над дверми наземного вестибюля

Бюсти на пілонах
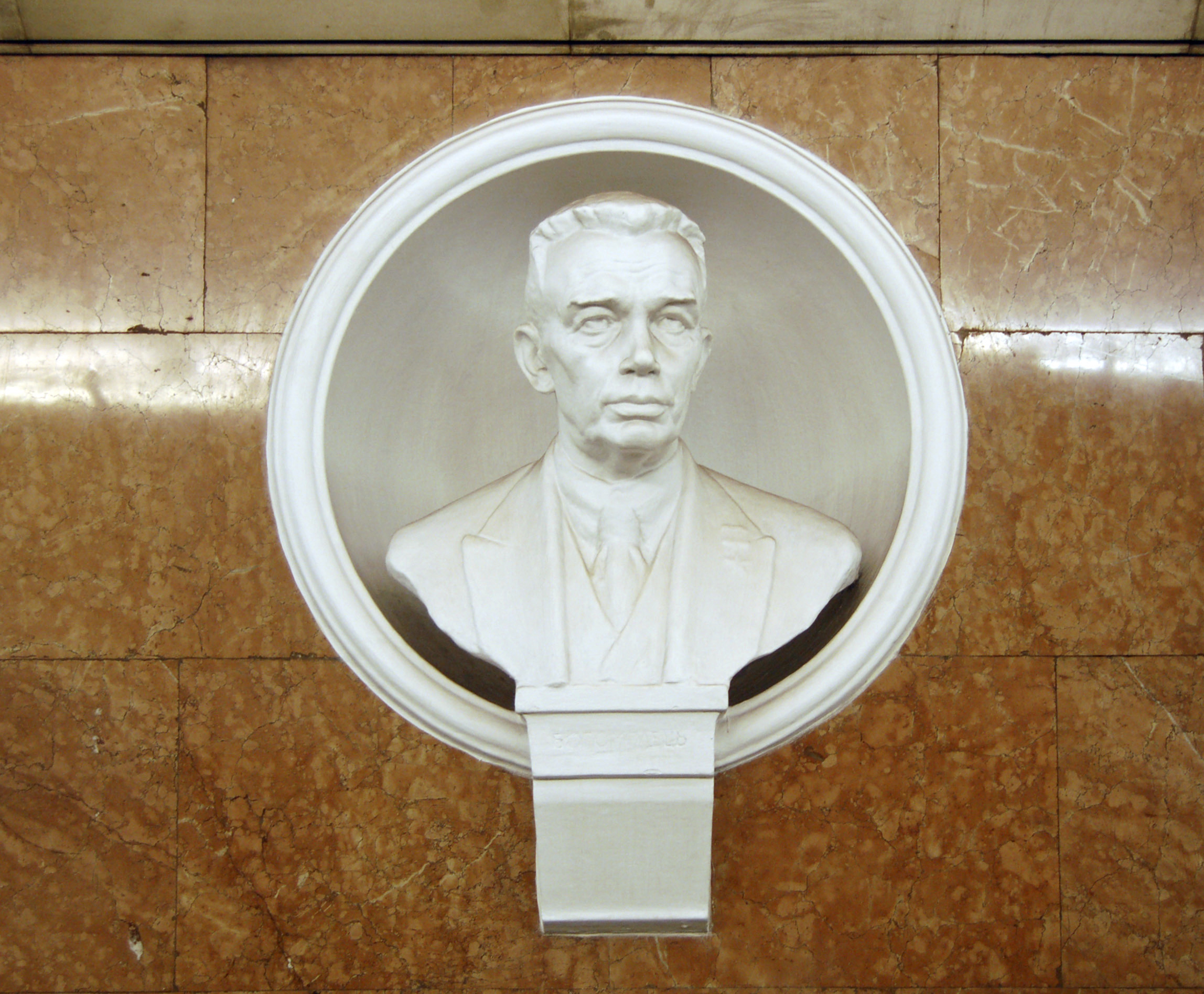
О. О. Богомолець (скульптор Михайло Лисенко)
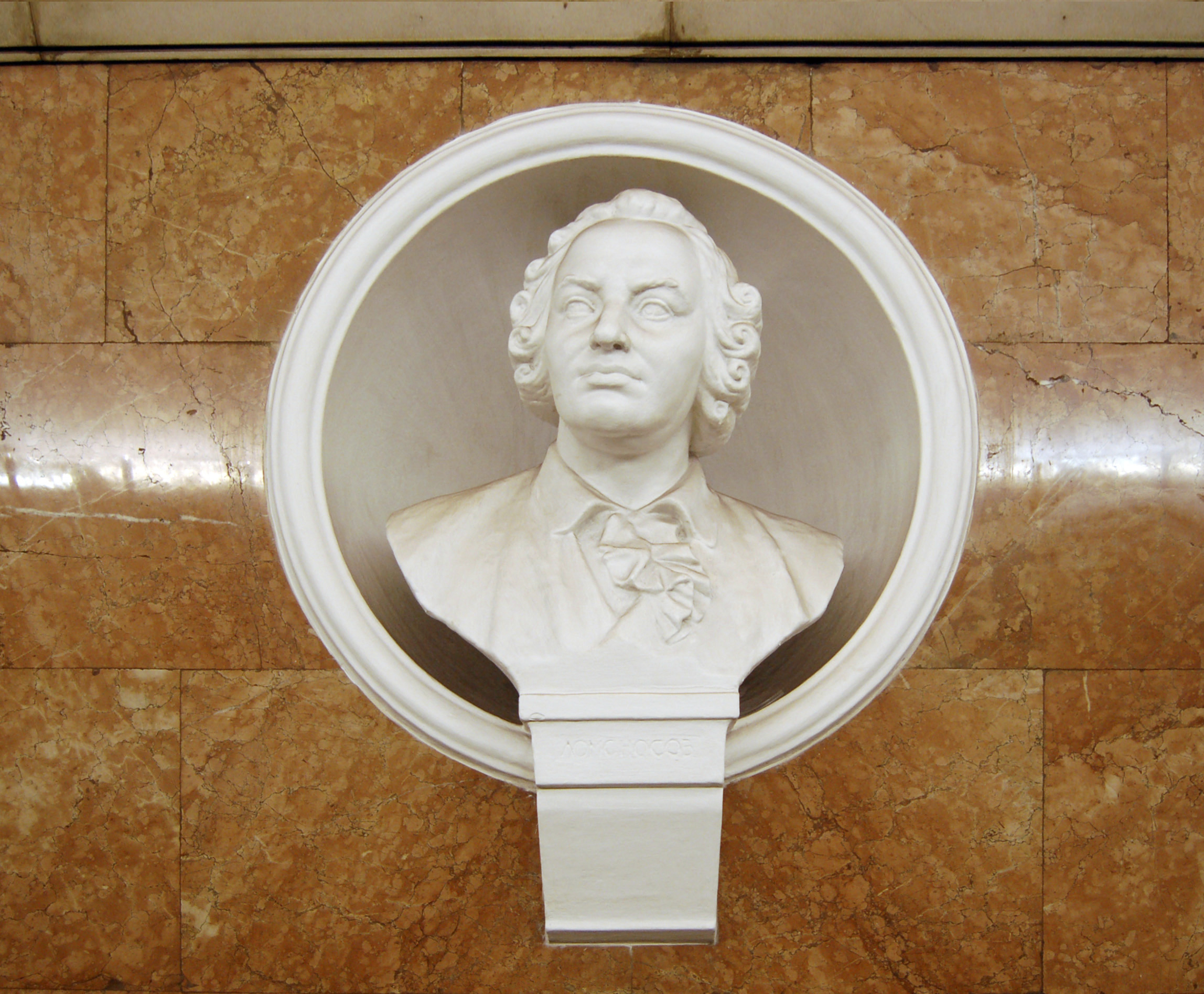
‎М. В. Ломоносов (скульптор Андрій Шапран)
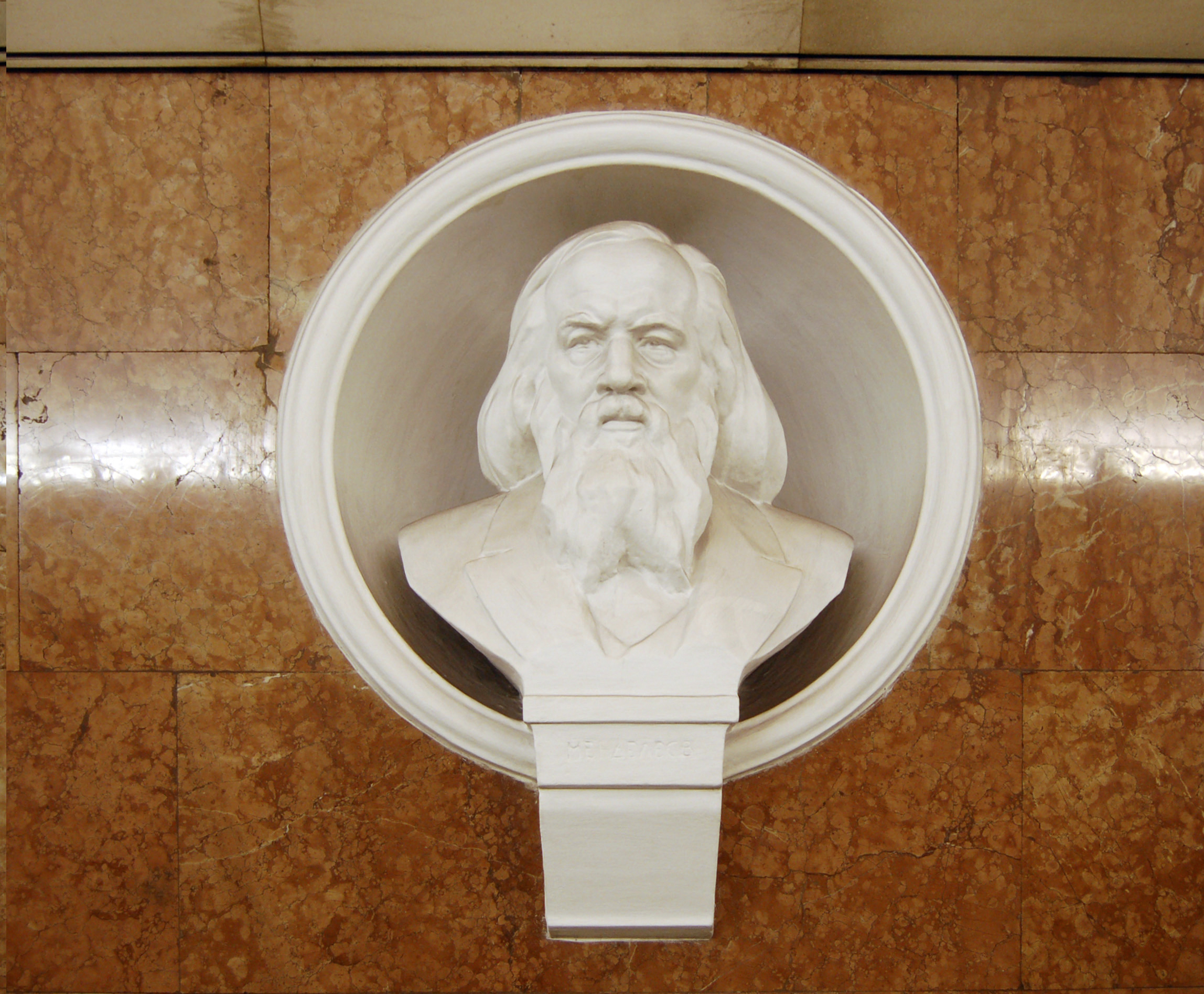
Д. І. Менделєєв (скульптор Петро Остапенко)
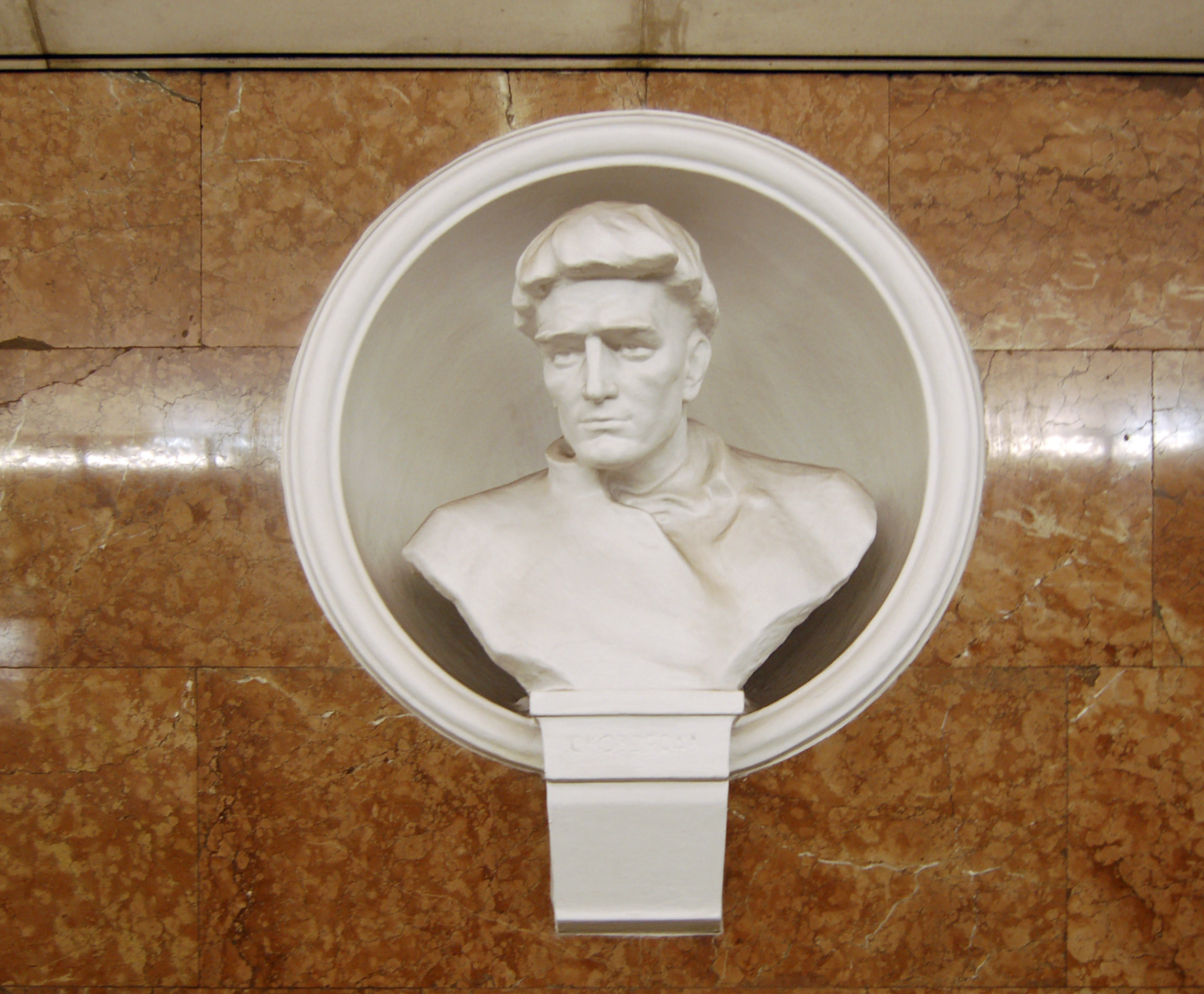
Г. С. Сковорода (скульптор Валентин Зноба)
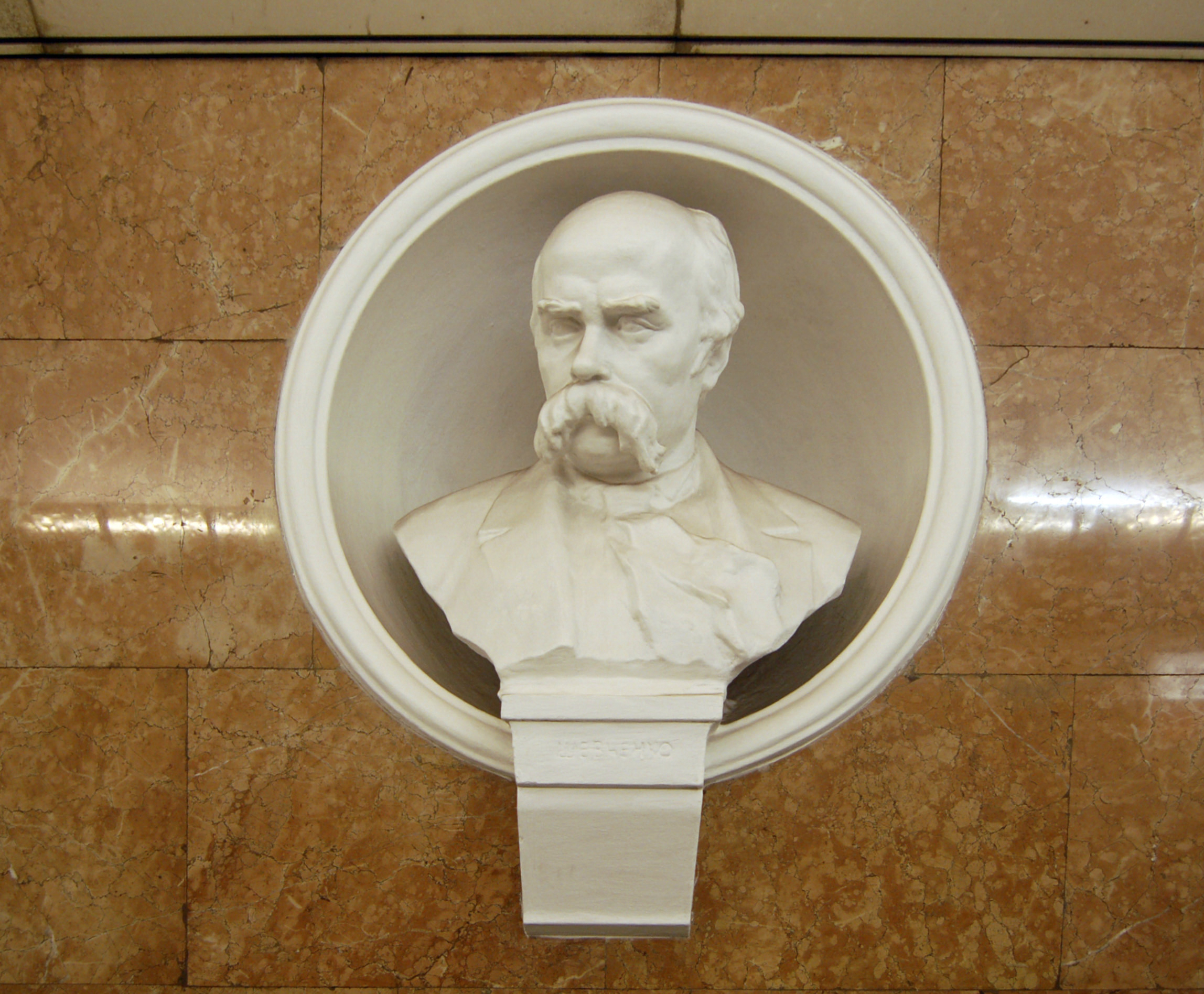
Т. Г. Шевченко (скульптор Анатолій Білостоцький)
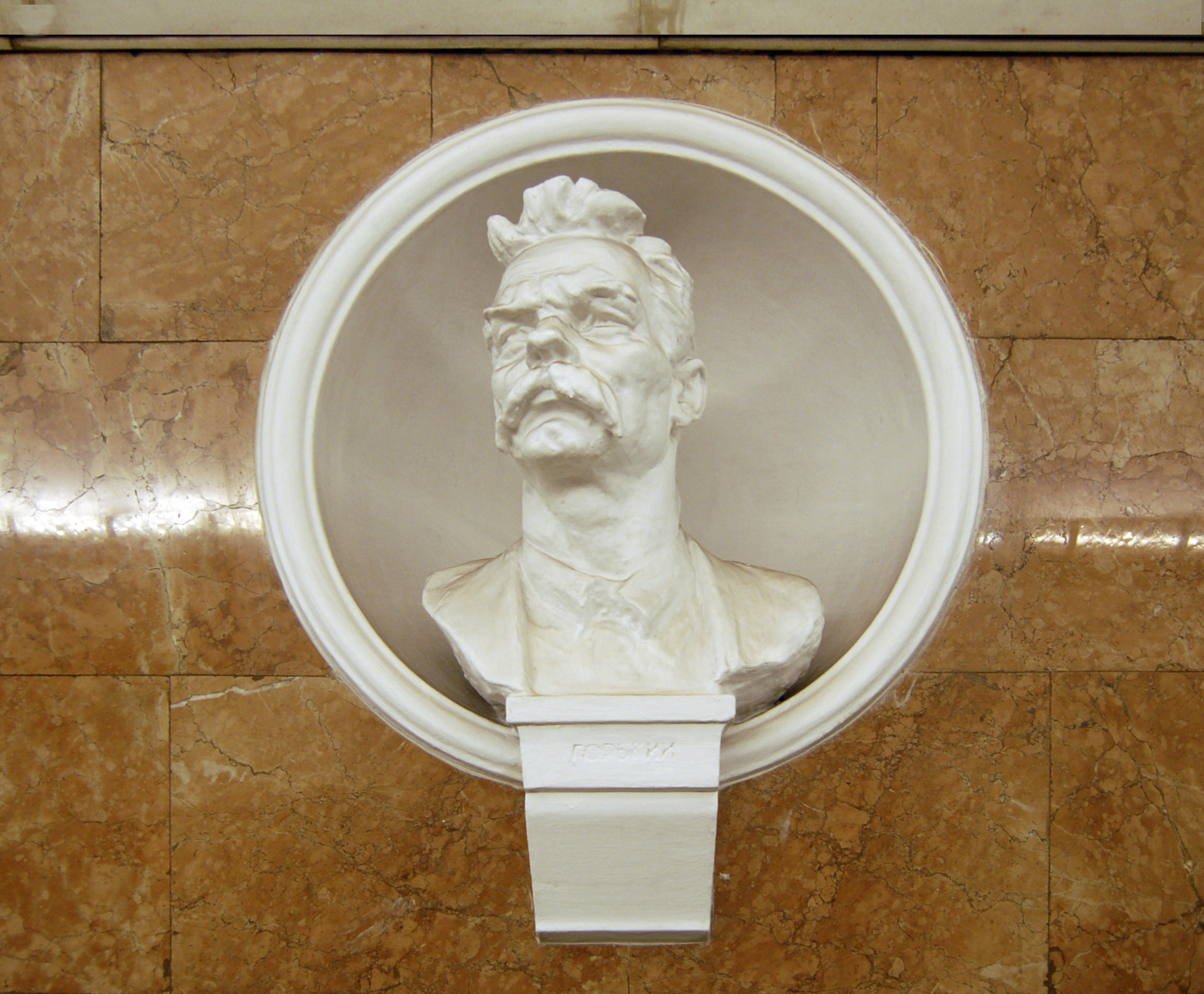
О. М. Горький (скульптор Едвард Кунцевич)
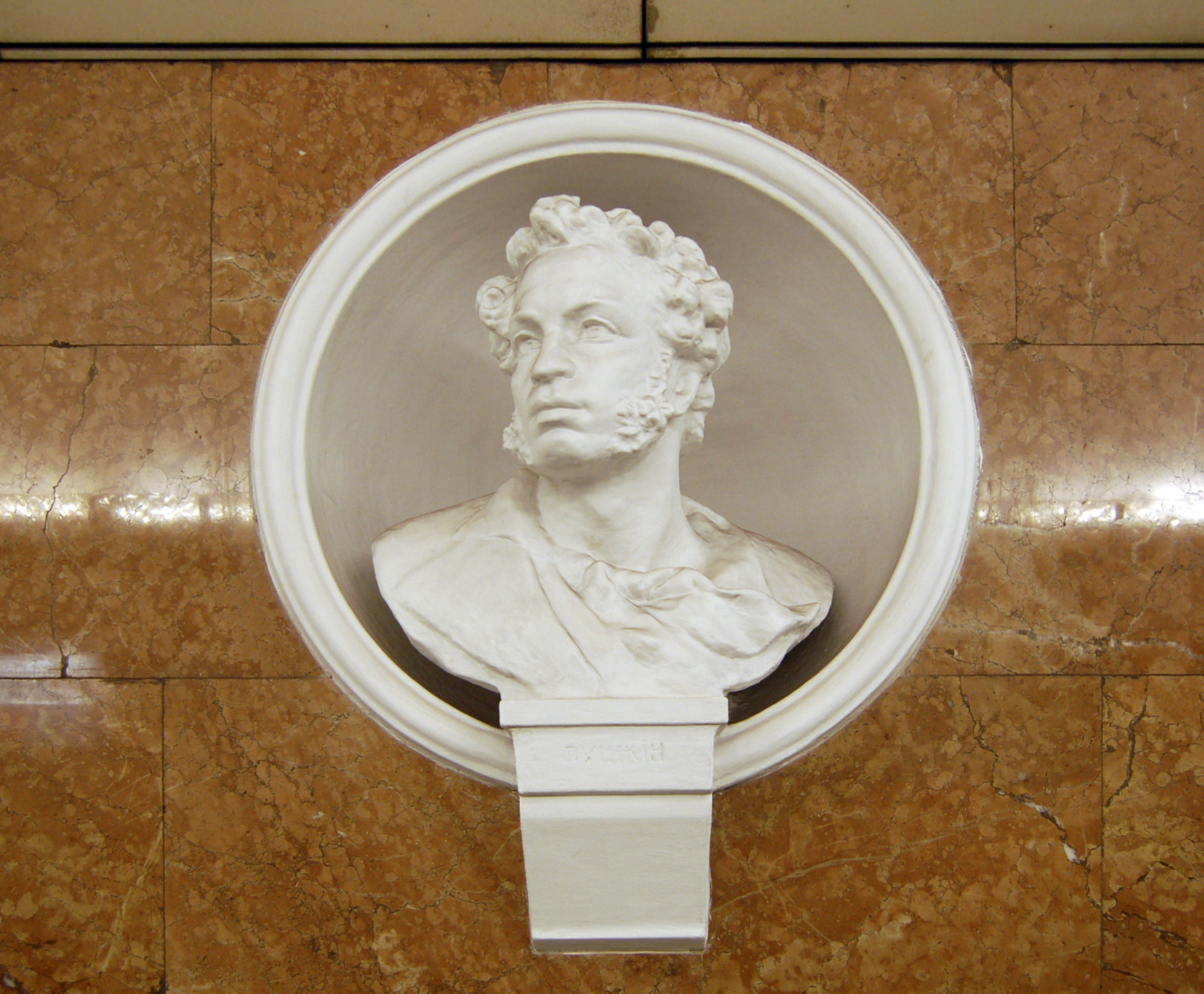
О. С. Пушкін (скульптор Олександр Ковальов)
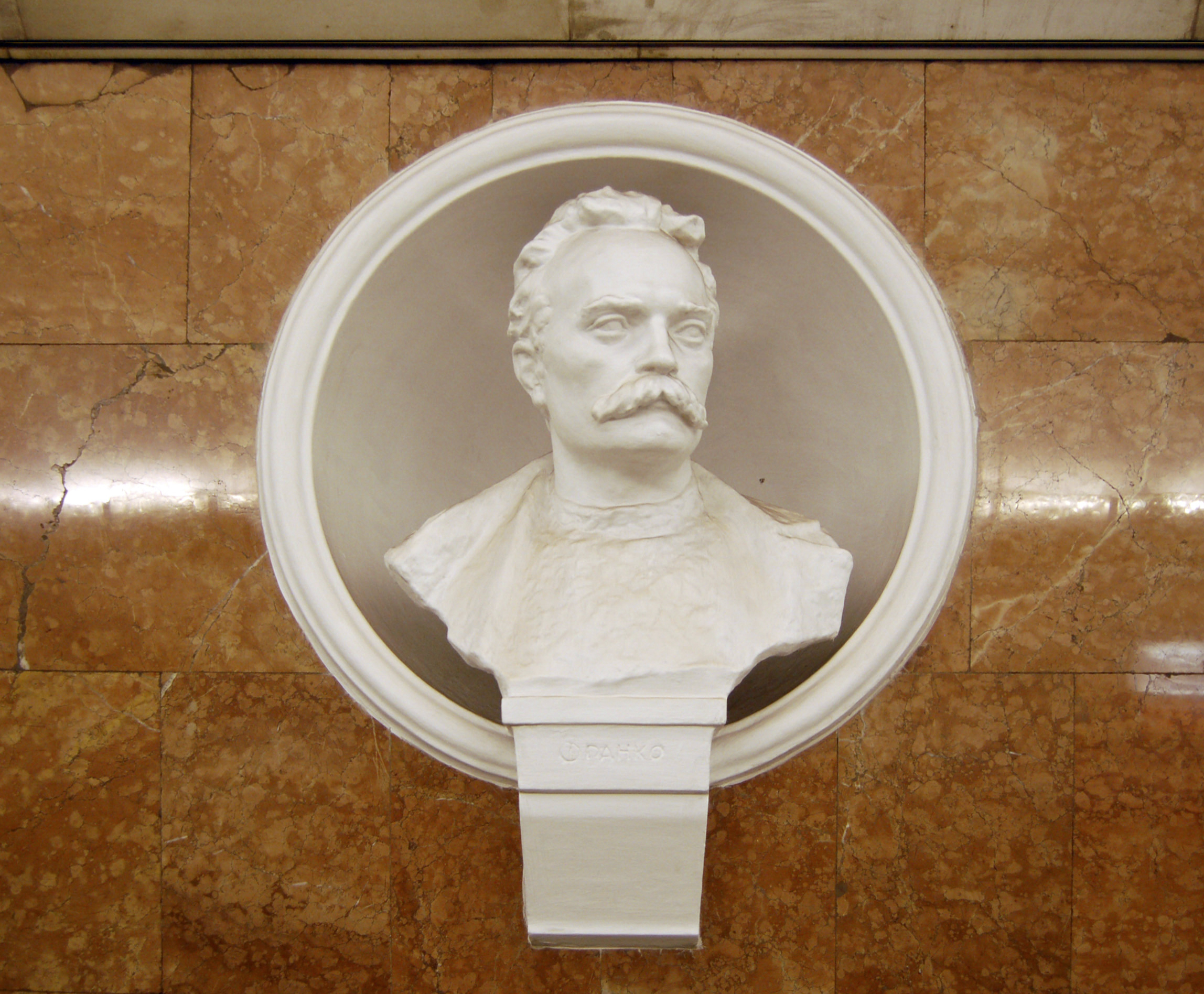
І. Я. Франко (скульптор Оксана Супрун)